# Єлуніно
Єлу́ніно (рос. Елунино) — село у складі Павловського району Алтайського краю, Росія. Адміністративний центр Єлунінської сільської ради.

## Населення
Населення — 733 особи (2010; 818 у 2002).
Національний склад (станом на 2002 рік):
- росіяни — 96 %